# Nagy Péter János
Nagy Péter János (Zalaegerszeg, ? április 21.) magyar színész.

## Életpályája
Általános iskolás korában kezdett néptáncolni, a Zalai Táncegyüttes tagja lett. Gyerekként szerepelt a zalaegerszegi Hevesi Sándor Színház Valahol Európában című előadásában, Sutyi szerepében. 2015-ben a Pécsi Tudományegyetem földtudomány szakán szerzett Bsc diplomát.
Pécsi egyetemistaként is szerepelt a Hevesi Sándor Színház előadásaiban, valamint a pécsi Janus Egyetemi Színházban. 2016-2021 között a Kaposvári Egyetem színművész szakán tanult, Cseke Péter osztályában.
Egyetemi gyakorlatát a kecskeméti Katona József Színházban töltötte. Ezalatt a kecskeméti televíziónál műsorvezetőként is kipróbálhatta magát. 2021-2023 között az Újszínház tagja volt. 2023-tól a Turay Ida Színházban játszik. 2025-től a salgótarjáni Zenthe Ferenc Színház színésze.

## Színházi szerepei

### Hevesi Sándor Színház
- Emil és a detektívek (Clyde)
- Cyber Cyrano (Máté)
- Svejk (I. titkosrendőr / II. ápoló / Adjutáns / Határőr / Magyar katona)
- Csalóka szivárvány (János)
- A hullám (Márk)
- A szecsuáni jólélek (A Bonc)
- Nekünk nyolc?! (Bence)

### Újszínház
- Czillei és a Hunyadiak (Rozgonyi Rajnáld, a királyi őrsereg vezére)
- Minden egér szereti a sajtot (Zakariás)
- Bizánc (Demeter nagyherceg / Matteo)
- Csongor és Tünde (Duzzog, ördög / Fejedelem)
- A funtineli boszorkány (Farkas Miru, hegyi rabló)

### Turay Ida Színház
- Fergeteges látogatás (Milán)
- Forgószínpad (Alan Bennet)

## Filmes és televíziós szerepei
- A mi kis falunk (2020) ...Vizsgafilmes gyártásvezető
- Barátok közt (2020-2021) ...Selmeczi Vince
- Doktor Balaton (2021) ...Fiú
- Gólkirályság (2023) ...Pásztor
- Apatigris (2023) ...Férfi
- …a szomszéd tehene (2024) ...Szotirisz